# Brose Baskets
Brose Baskets este un club profesionist de baschet din Bamberg, Germania. Până acum echipa a câștigat Campionatul Germaniei de 8 ori și Cupa Germaniei de 4 ori. Deținătorul licenței clubului este Bamberger Basketball GmbH.

## Istorie

### 1955-2003: primii ani în Bundesliga
Echipa de baschet 1.FC 01 Bamberg a promovat în Basketball-Bundesliga, liga germană de baschet, pentru prima dată în 1970. În 1988, după ce a retrogradat și a promovat de două ori (retrogradările în 1979 și 1983, promovările în 1982 și 1984), și cu 1. FC 01 Bamberg care se confrunta cu falimentul, secția de baschet s-a divizat pentru a forma un nou club: TTL Baschet Bamberg, TTL (Tapeten-Teppichboden-Teren) fiind o companie de tapet și covoare. A fost prima dată când numele echipei a reflectat numele principalului său sponsor. Din 1995, echipa s-a numit TTL uniVersa Bamberg după compania de asigurări uniVersa Versicherungen. În 1992, echipa a câștigat Cupa Germaniei, câștigând primul trofeu la baschet pentru Bamberg.
În anul 2000, în urma dificultăților financiare, echipa a fost salvată de compania TSK și și-a schimbat numele în TSK uniVersa Bamberg.
Diferențele de opinie între sponsorul principal și club în 2003 a pus în pericol poziția echipei în Bundesliga ceea ce a dus la o nouă schimbare de nume.

### 2003-2006:Primul campionat
În timpul sezoanelor 2003-2004 și până în 2005-2006, echipa a jucat în Bundesliga sub numele noului său sponsor, GHP Bamberg. După ce a terminat ca vicecampioană de două ori într-un rând, în 2004-2005 echipa a câștigat pentru prima dată titlul. Acest lucru a însemnat că GHP Bamberg s-a calificat pentru Euroliga ULEB. În sezonul următor (2005-2006), Bamberg a reușit calificare în primele 18 echipe din Euroligă. Au jucat și în finala Cupei Germaniei și în semifinalele din play-off-ul campionatului național.

### 2006-2009: Primii ani ca Brose Baskets
La începutul sezonul 2006-2007, clubul și-a schimbat numele în Brose Baskets pentru a reflecta faptul că Brose Fahrzeugteile GmbH & Co. KG a devenit noul sponsor principal. În acest sezon echipa a câștigat al doilea său titlu de campion. În 2007-2008, echipa nu a reușit să-și consolideze succesul din anul precedent și a fost eliminată în primul tur al Euroligii, după ce a câștigat două jocuri. În mai 2008, Brose Baskets nu a reușit să-și apere titlul din campionat, pierzând la EWE Baskets Oldenburg în sferturile de finală. O săptămână mai târziu, antrenorul Dirk Bauermann și-a anunțat demisia.
Pe 2 iunie 2008, Chris Fleming a semnat un contract pe trei ani ca antrenor principal. Anterior, el a mai antrenat Artland Dragons, care a jucat cu Brose Baskets în finala din 2007. La acel moment americanul Fleming avea 38 de ani. ALături de el a venit și asistentul Arne Woltmann.
Primul an cu noul antrenor a fost dificil, iar echipa abia s-a calificat în playoff (primele opt echipe), cu două puncte mai mult decât echipa de pe locul nouă. Cu toate acestea, au învins echipa de pe locul al doilea, MEG Göttingen, dar nu a avut nicio șansă împotriva echipei Oldenburg, care în cele din urmă a câștigat campionatul. În anul următor, sezonul regulat nu a fost foarte productiv, dar echipa s-a calificat totuși în playoff de pe locul al cincilea. În Cupă au ajuns în finala Top 4 de la Frankfurt, unde i-au învins pe Skyliners, echipa gazdă, cu un punct, aducând Cupa înapoi la Bamberg, după 18 ani, pentru a doua oară în istoria clubului. În playoff-ul din Campionat, Bonn și Braunschweig, care i-au învins anterior pe Oldenburg, câștigătorii din primul tur nu au pus prea multe probleme și Bamberg a ajuns  în finală. Acolo s-au confruntat cu Skyliners Frankfurt. Brose Baskets a pierdut primul meci acasă, dar imediat le-au câștigat pe următoarele două. Frankfurt a câștigat următorul joc din Bamberg, care a fost la fel de disputat precum cel din finala cupei. În cele din urmă, Brose Baskets a câștigat titlul de campioană cu 72:70, realizând primul lor event.

### 2010-2011: Prima triplă
Pentru sezonul 2010/11, Brose Baskets a reușit să păstreze cei mai mulți dintre jucătorii din sezonul precedent și a făcut câteva completări strategice. Echipa a dominat sezonul regulat pierzând doar două din cele 34 de meciuri. De asemenea, au câștigat Cupa și și-au apărat titlul în fața celor de la Braunschweig în meciul final jucat la Bamberg, câștigând cu 69-66. În campionat, Brose Baskets a învins cu ușurință în sferturile de finală pe Eisbären Bremerhaven, iar în semifinale, au suferit două înfrângeri surprinzătoare în deplasare la Artland Dragons, și au câștigat doar în cel de-al cincilea meci decisiv. În finala împotriva ALBA Berlin, Brose Baskets a arătat unele deficiențe în meciurile din deplasare. Echipa din Berlin a dominat mare parte din jocul decisiv în ciuda unui start bun al celor de la Brose Baskets. Cu toate acestea, Brose Baskets au fost capabili să schimbe jocul în ultimul sfert, câștigând cu 72-65. Această victorie le-a adus al patrulea titlu în campionatul Germaniei, al doilea consecutiv. În acest sezon, echipa a câștigat toate meciurile de acasă atât în campionat, cât și în cupă.

### 2011-2012: A doua triplă
Echipa Brose Baskets a rămas în mare parte neschimbată față de sezonul anterior, iar plecările au fost mai mult decât compensate de transferurile efectuate. La finalul sezonului regulat, Bamberg avea 30 de victorii și patru înfrângeri. Echipa a câștigat din nou cupa, în timp ce în campionat, Brose Baskets a reușit să învingă Telekom Baskets Bonn cu 3-1 în sferturile de finală din play-off, în ciuda înfrângerii din primul meci de  acasă. Aceasta a fost prima lor înfrângere acasă în 49 de jocuri. În semifinale, Brose Baskets a trecut Artland Dragons, câștigând trei din cele cinci jocuri, câștigând și finala împotriva ratiopharm Ulm 3-0. Aceste victorii au dus la a doua dublă consecutivă (câștigarea cupei și a campionatului). Parțial datorită acestui succes, mai mulți jucători au semnat contracte mai mari cu alte echipe la finalul sezonului, ceea ce a însemnat că nu a fost posibil să se păstreze aceeași echipă și pentru sezonul următor. Tibor Pleiß și Marcus Slaughter s-au transferat în Spania, Brian Roberts și P. J. Tucker au trecut în NBA, iar Predrag Šuput s-a mutat la KK Cedevita în Croația.

### 2012-2013: Al șaselea titlu german
Accidentările din timpul sezonului au condus la o serie de modificări în cadrul echipei, ceea ce a slăbit forța acesteia. Cu toate acestea, Brose Baskets a terminat sezonul regulat în fruntea clasamentului cu 26 de victorii. În contrast cu anii precedenți, echipa nu a reușit să treacă de runda eliminatorie din cupă pierzând cu 69-77 pe teren propriu în fața celor de la FC Bayern München. În campionat, Brose Baskets s-a confruntat cu Phoenix Hagen, pe care a învins-o  cu 3-1 la meciuri calificându-se în semifinale. Aici au jucat cu FC Bayern München, pe care au reușit să o învingă cu 3-2, după cinci jocuri. Această victorie a însemnat că au ajuns pentru a patra oară consecutiv în finală. Aici, campionii ultimilor trei ani s-au confruntat cu EWE Baskets Oldenburg. Brose Baskets a câștigat cu 3-0, asigurându-și titlul de campioană pentru a patra oară la rând.

### 2013-2014: Sezonul dezamăgitor
După sezonul regulat, Brose Baskets nu a fost echipa favorită pentru prima dată în 5 ani. Ca a doua favorită, Bamberg a jucat cu echipa de pe locul al șaselea  Artland Dragons în sferturile de finală din play-off. Dragonii au învins-o pe Brose cu 3-1. De asemenea, echipa nu a reușit să ajungă în finala cupei și nu a realizat prea multe nici în campania europeană. După încheierea sezonului club s-a despărțit de antrenorul Chris Fleming. Jucătorii de club John Goldsberry și Casey Jacobsen a pus capăt carierei lor, iar tricourile cu numerele lor au fost retrase de club.

### 2014-2015: Înapoi în frunte
În sezonul 2014-2015, Brose Baskets a revenit în fruntea baschetului german, după ce au învins campioana en-titre Bayern München, scor 3-2, în finală. Bamberg a terminat sezonul regulat pe primul loc, iar Bradley Wanamaker a fost numit MVP al finalei campionatului.

### 2015-2016
În sezonul 2015-2016, Brose Baskets a avut o impresionantă campanie în Euroligă, în care echipa a trecut de sezonul regulat și a avansat în Top 16. În Bundesliga, Brose a avut un sezon și mai impresionant sezon. Echipa a terminat pe primul loc în sezonul regulat cu o marjă largă, și în cele din urmă a câștigat campionatul după ce a învins toți adversarii din play-off.

## Palmares

### Național
Campionatul Germaniei
- Titluri (8): 2004-2005, 2006-2007, 2009-2010, 2010-2011, 2011-2012, 2012-2013, 2014-2015, 2015-2016

Cupa Germaniei
- Titluri (4): 1992, 2010, 2011, 2012

Super Cupa Germaniei
- Titluri (5): 2007, 2010, 2011, 2012, 2015